# Le drapeau noir flotte sur la marmite
Pour plus de détails, voir Fiche technique et Distribution.
Le drapeau noir flotte sur la marmite est un film français réalisé par Michel Audiard en 1971.
Le film sort pour la première fois en édition DVD / Blu-ray au cours de l'année 2023.

## Synopsis
Alexandre Volabruque, le chef d'Antoine Simonet à la SNCF, à Villeneuve-Saint-Georges, félicite chaleureusement son employé pour la construction d'une maquette en allumettes d'une frégate avec laquelle il vient de remporter un prix à l'exposition des artistes cheminots. Mais Volabruque, qui a de la suite dans les idées, tient à présent à ce que Simonet lui construise un véritable bateau pour pêcher la daurade. Il a en effet l'idée fixe d'aller passer sa retraite à Dieppe, à bord d'un Grondin, qui lui permettrait de vivre du produit de sa pêche. Simonet, songeant à son avancement, n'ose pas refuser, d'autant plus que Volabruque a encore deux ans à faire avant de prendre sa retraite… et n'est pas réputé pour être tendre. 
Il ne lui reste plus qu'à faire appel à l'oncle Victor Ploubaz, un vieux loup de mer ayant sillonné tous les océans. Ploubaz s'installe chez Simonet après avoir imposé à Volabruque de renoncer à construire son Grondin, au profit d'un sloop à gréement Marconi. On en comprendra plus tard la raison. Le voilier est construit dans le jardin familial avec l'aide de collègues de Simonet qui se prennent tous au jeu et ne jurent bientôt plus que par la mer et les bateaux. Balloche, en particulier, renonce à sa passion exclusive pour le vélo, pour ne plus rêver que vagues et gréements. Après quelques semaines, et plusieurs incidents , le voilier est enfin prêt. Mais le fameux loup de mer n'est pas celui que l'on croit, et le sort du bateau et des parties de pêche de Volabruque est bientôt remis en question...

## Fiche technique
- Réalisation : Michel Audiard
- Scénario : d'après le roman Il était un petit navire de René Fallet (éditions Denoël)
- Adaptation : Michel Audiard, René Fallet et Jean-Marie Poiré
- Dialogue : Michel Audiard
- Assistants réalisateurs : Tony Aboyantz, Henri Helman, Emmanuel Fonlladosa
- Images : Pierre Petit
- Opérateur : Adolphe Charlet, assisté de Max Dulac, Gérard Petit, Michel Coteret, François Audiard
- Musique : Georges Brassens
- Direction musicale : François Rauber (Éditions Hortensia et Éditions musicales 57) - extrait de Tannhäuser de Richard Wagner, avec l'autorisation de Pathé Marconi
- Décors : Jean d'Eaubonne, assisté de Marc Frédérix et Jacques Brizzio
- Son : Guy Villette, assisté de Jean Bareille et Victor Revelli
- Montage : Robert et Monique Isnardon, assistés de Marie-Josée Audiard
- Script-girl : Colette Robin
- Photographe de plateau : Marcel Dole
- Chargée de presse : Josée Elvira
- Maquillage : René Daudin, Irène Servet
- Costumes : Hélène Nourry, Mimi Gayo, Micheline Bonnet
- Régisseur général : Jean-Marc Isy
- Ensemblier : Roger Joint
- Accessoiriste : Pierre Roudeix
- Deuxième équipe : Paul Nuyttens, André Domage, Robert Florent
- Tournage : intérieurs dans les Studios de Boulogne ; extérieurs à Villeneuve-Saint-Georges (Val-de-Marne), Saint-Malo (Ille-et-Vilaine), et au moulin de Sannois (Val-d'Oise)
- Format : pellicule 35 mm - 1,65:1 - couleur (Eastmancolor)
- Son : mono
- Tirage : Laboratoire Franay L.T.C Saint-Cloud
- Son Magnaphone - Auditorium Paris Studio Cinéma
- Générique : Stan
- Distribution : C.I.C
- Production : Marianne Productions, Profilm
- Producteur : Jean-Paul Guibert
- Directeur de production : Pierre Saint-Blancat
- Genre : comédie
- Durée : 78 minutes
- Date de sortie : 13 octobre 1971
- Visa d'exploitation : 38.191
- Affiche : Michel Landi (France)

## Distribution
- Jean Gabin : Victor Ploubaz, vieux loup de mer mythomane
- Ginette Leclerc : Marie-Ange Ploubaz, femme de Victor
- Éric Damain : Pierre Simonet, le fils d'Antoine
- Jacques Marin : Antoine Simonet, chef de train S.N.C.F.
- Micheline Luccioni : Paulette Simonet, l'épouse d'Antoine
- Claude Piéplu : Alexandre Volabruque, le chef d'Antoine
- Jean Carmet : Staline, un cheminot
- André Pousse : Balloche, un cheminot et cycliste
- Michel Pilorgé : Camille Coulibeux, le bistrot
- Raymond Meunier : Tartinville, un cheminot
- Jacqueline Doyen : Léontine Coulibeux, femme de Camille
- Roger Lumont : Counissard, un cheminot
- Yves Barsacq : Ravasson, le maître d'école
- Ginette Garcin : Séverine
- Philippe Castelli : le chef de gare
- Michel Audiard : un cheminot
- Henri Cogan : le camionneur
- Jacques Hilling : Fernand
- Gilberte Géniat : Mme Volabruque
- Yvan Chiffre

## Autour du film

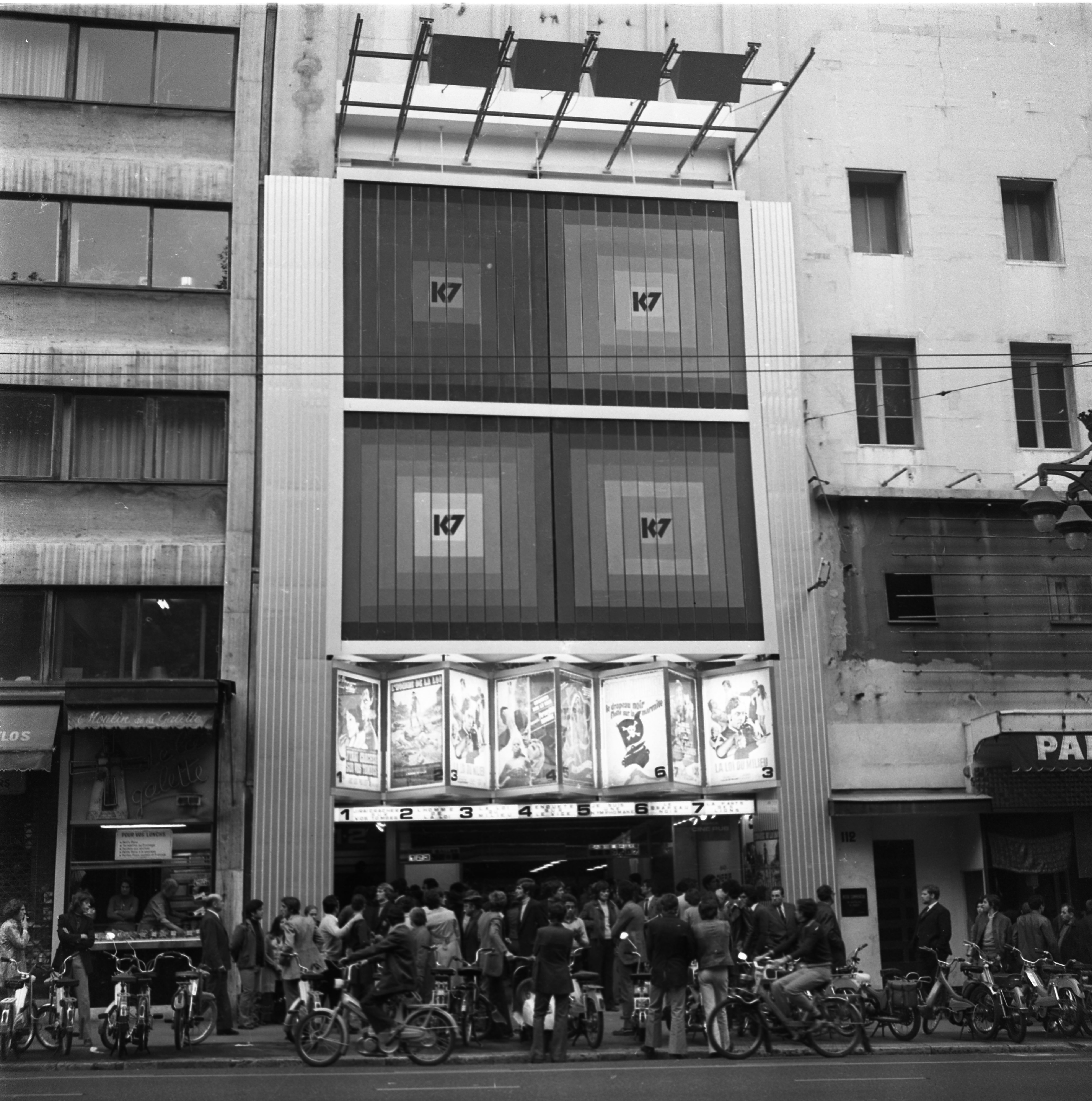
Le drapeau noir flotte sur la marmite (n°6) à l'affiche du cinéma K7 sur La Canebière, en 1971.

- Il s'agit du seul film réalisé par Michel Audiard dans lequel joue Jean Gabin.
- Avec  756 439 entrées, Le Drapeau noir flotte sur la marmite est boudé par le public et reste l'un des rares échecs commerciaux dans la carrière de Jean Gabin en France[1].
- René Fallet, auteur d'Il était un petit navire, le roman qui a servi de base au film, était fils de cheminot et natif de Villeneuve ; il était également un ami intime de Georges Brassens, qui a composé la musique du film.
- Les ferrovipathes retiendront les scènes ferroviaires du film et notamment celles sur le pont tournant de la rotonde à locomotives.
- Les spécialistes auront noté que le Grondin n'est pas vraiment un bateau de pêche, mais plutôt un bateau de plaisance. C'est aussi le cas d'ailleurs, pour le sloop conçu par Victor Ploubaz...
- Jean Gabin a affirmé au cours d'une interview avec Pierre Tchernia, réalisée pour la promotion du film, avoir porté dans le film sa propre casquette de marin[2].